# Сквирка

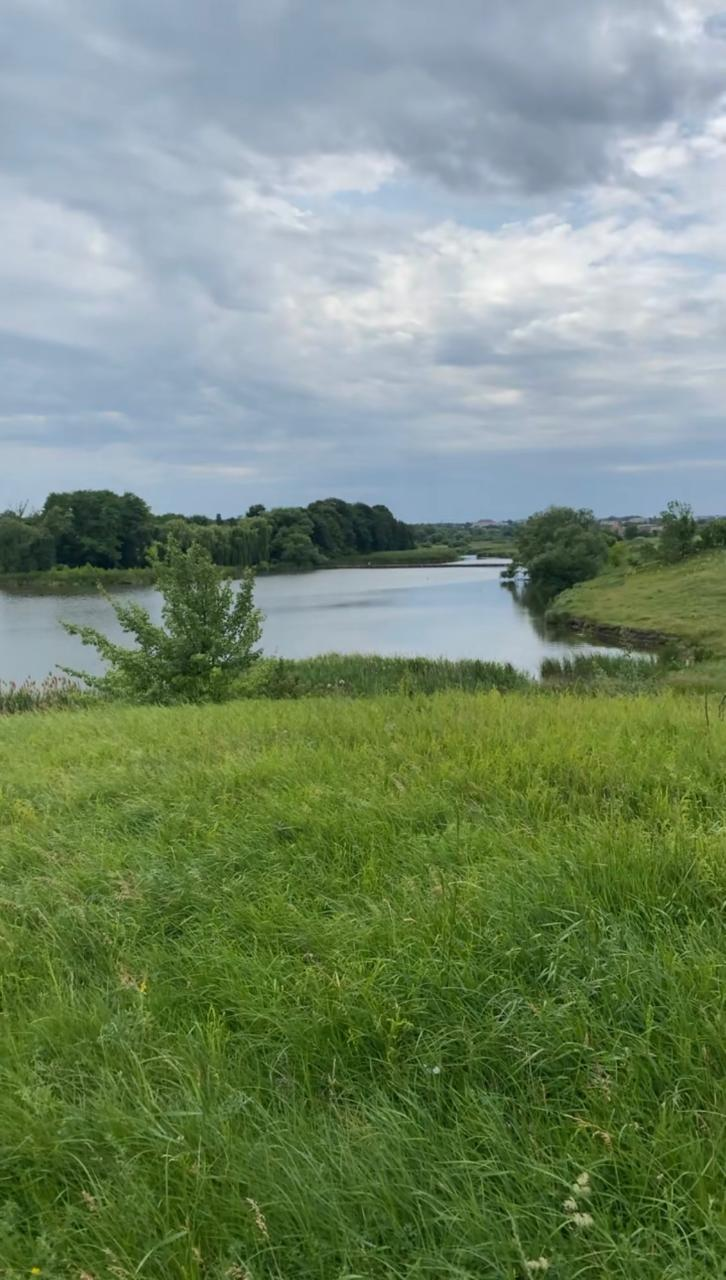

Скви́рка (Сквира, Сквира Руда) — річка в Україні, в межах Сквирського та Білоцерківського районів Київської області. Ліва притока Росі (басейн Дніпра).

## Опис
Довжина 44,5 км, площа басейну 344 км². Долина трапецієподібна, завширшки до 2 км, завглибшки до 20 м. Заплава двобічна, її пересічна ширина 200 м. Річище звивисте, завглибшки 0,8—1 м. Похил річки 1,6 м/км. Споруджено декілька ставків. Середня витрата води р. Сквирка у гирлі становить 0,82 м³/с. 

## Розташування
Сквирка бере початок на захід від села Кривошиїнці. Тече переважно на схід, у пониззі — на південний схід. Впадає до Росі в межах села Яблунівка. 
Найбільші притоки — Домантівка та Пустоварівка. 
Над річкою розташовані місто Сквира і декілька сіл. 

## Походження назви
Ймовірно, назва походить від українського слова «сквира», що має значення «щілина, тріщина, розколина». Існує інше припущення, за яким гідронім «Сквира» є балтизмом, що виник на цій території в період максимальної близькості балтійських діалектів до слов'янських. 
Гідрооснову назви «Сквира» пояснюють як «та, що проймає підвищений або кам'янистий ґрунт». Таке припущення підтримується природними особливостями долини Сквирки: вона дійсно немовби розсікає підвищену місцевість.

## Притоки
Річка без назви - ліва притока. Бере початок на південно-східній стороні від села Великі Єрчики. Тече переважно на південний схід через село Золотуху і у селі Кам'яна Гребля впадає у Сквирку.

## Галерея

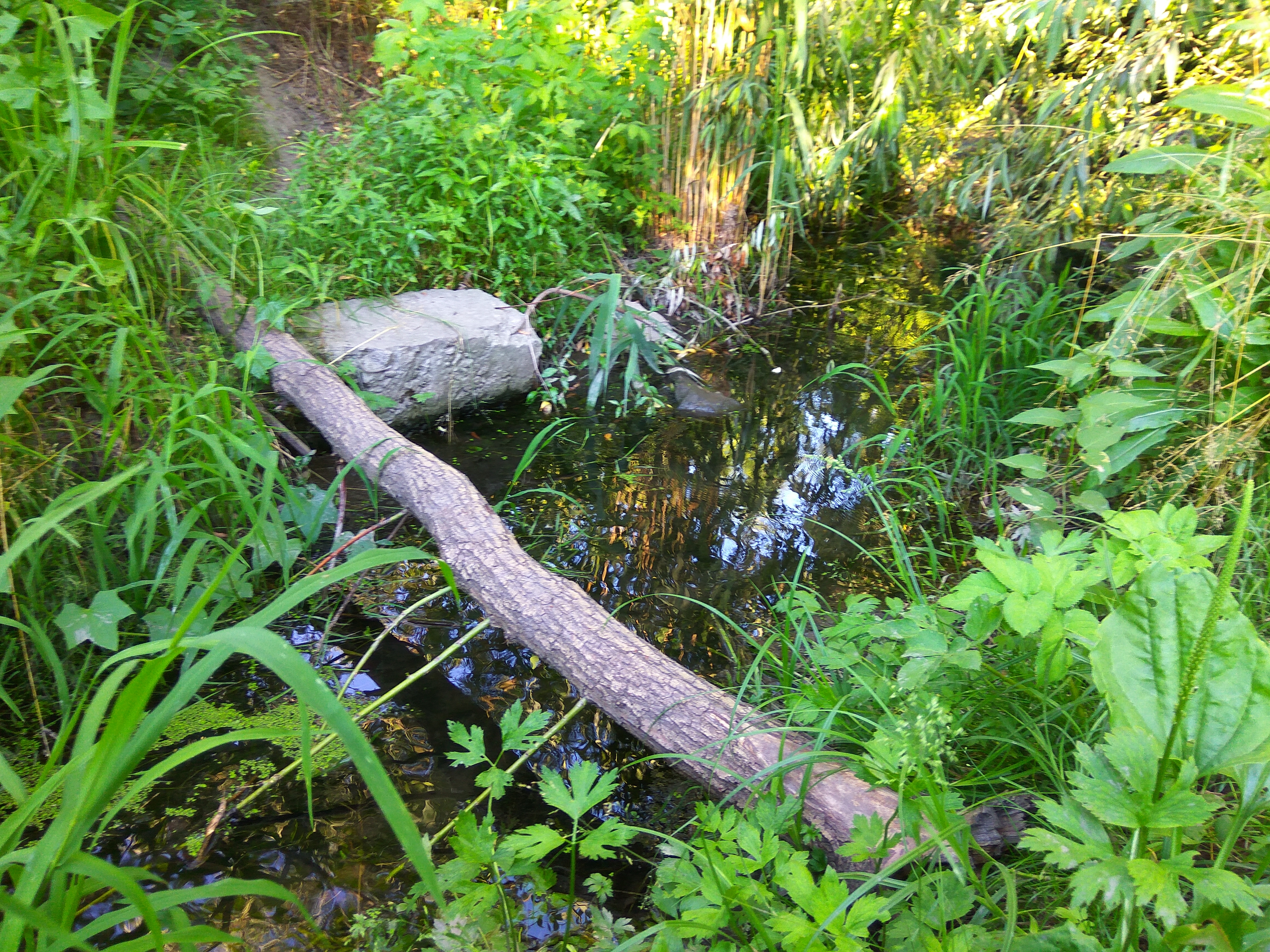
Річка у Сквирі